# 吴熙
吴熙，云南保山人，是一名清朝政治人物。
吴熙曾于1900年接替汪以诚任南汇县知县一职，1901年由汪以诚接任。